# Línea Higashiyama
La  línea Higashiyama (東山線 Higashiyama-sen?) es una línea subterránea de metro, que forma parte del Metro Municipal de Nagoya, en Nagoya, Japón. Oficialmente esta línea es llamada Línea 1 del ferrocarril rápido de la Ciudad de Nagoya (名古屋市高速度鉄道第1号線 Nagoya-shi Kōsokudo Tetsudō Dai-ichi-gō-sen?). Sus estaciones terminales, Takabata y  Fujigaoka; se encuentran ubicadas en los barrios de Nakagawa y Meitō respectivamente. El color oficial de la línea es el amarillo Windsor en los mapas y logos, sus estaciones están representadas con una letra H seguidas de un número único para cada estación. El primer tramo de la línea fue abierto en 1957. Esta línea conecta las estaciones de Nagoya, Sakae y el Distrito Central de Negocios, de Nagoya. Es la línea con la mayor cantidad de pasajeros diarios del Metro Municipal de Nagoya. Al arribo y salida de las estaciones Nagoya y Fujigaoka, los anuncios son hechos en cinco idiomas, siendo estos japonés, inglés, coreano, chino y portugués.

## Estaciones
Listado de estaciones:
| Código | Nombre                                | Japonés  | Longitud (km) | Transferencias | Ubicación | Ubicación |
| ------ | ------------------------------------- | -------- | ------------- | --- | --------- | --------- |
| H01    | Takabata                              | 高畑     | 0.0           | Línea Kanayama (planeada) | Nakagawa  | Nagoya    |
| H02    | Hatta                                 | 八田     | 0.9           | Línea Kansai Línea Kintetsu Nagoya (Kintetsu-Hatta) | Nakagawa  | Nagoya    |
| H03    | Iwatsuka                              | 岩塚     | 2.0           | | Nakamura  | Nagoya    |
| H04    | Nakamura Kōen                         | 中村公園 | 3.1           | Línea Sakura-dōri (extensión planeada) | Nakamura  | Nagoya    |
| H05    | Nakamura Nisseki                      | 中村日赤 | 3.9           | | Nakamura  | Nagoya    |
| H06    | Honjin                                | 本陣     | 4.6           | | Nakamura  | Nagoya    |
| H07    | Kamejima                              | 亀島     | 5.5           | | Nakamura  | Nagoya    |
| H08    | Nagoya                                | 名古屋   | 6.6           | Línea Chūō, Línea Kansai, Línea principal Tōkaidō, Tōkaidō Shinkansen Línea Kintetsu Nagoya (Kintetsu Nagoya) Línea Meitetsu Nagoya (Meitetsu Nagoya) Línea Sakura-dōri(S02) Línea Aonami (AN01) | Nakamura  | Nagoya    |
| H09    | Fushimi                               | 伏見     | 8.0           | Línea Tsurumai (T07) | Naka      | Nagoya    |
| H10    | Sakae                                 | 栄       | 9.0           | Línea Meitetsu Seto (Sakaemachi) Línea Meijō (M05) | Naka      | Nagoya    |
| H11    | Shinsakae-machi                       | 新栄町   | 10.1          | Línea Kamiiida (extensión planeada) | Higashi   | Nagoya    |
| H12    | Chikusa                               | 千種     | 11.0          | Línea Chūō | Higashi   | Nagoya    |
| H13    | Imaike                                | 今池     | 11.7          | Línea Sakura-dōri (S08) | Chikusa   | Nagoya    |
| H14    | Ikeshita                              | 池下     | 12.6          | | Chikusa   | Nagoya    |
| H15    | Kakuōzan                              | 覚王山   | 13.2          | | Chikusa   | Nagoya    |
| H16    | Motoyama                              | 本山     | 14.2          | Línea Meijō (M17) | Chikusa   | Nagoya    |
| H17    | Higashiyama Kōen (Parque Higashiyama) | 東山公園 | 15.1          | Línea Tōbu (planeada) | Chikusa   | Nagoya    |
| H18    | Hoshigaoka                            | 星ヶ丘   | 16.2          | Línea Tōbu (planeada) | Chikusa   | Nagoya    |
| H19    | Issha                                 | 一社     | 17.5          | | Meitō     | Nagoya    |
| H20    | Kamiyashiro                           | 上社     | 18.6          | | Meitō     | Nagoya    |
| H21    | Hongō                                 | 本郷     | 19.3          | | Meitō     | Nagoya    |
| H22    | Fujigaoka                             | 藤が丘   | 20.6          | Linimo (L01) | Meitō     | Nagoya    |

## Historia
La línea Higashiyama fue la primera subterránea en Nagoya y su primera etapa fue abierta el público el 16 de noviembre de 1957 con 3 estaciones. Las tres estaciones originales eran Nagoya, Fushimi (originalmente Fushimimachi) y Sakae (originalmente Sakaemachi). En un principio la línea operó con seis formaciones EMU serie 100, compuestas por dos coches cada una.
El 15 de junio de 1960, la línea fue extendida desde Sakaemachi (Sakae) hasta Ikeshita. Luego desde esta hasta Higashiyama Kōen (el primero de abril de 1963) y hasta Hoshigaoka (el 30 de marzo de 1967).
En abril de 1969, se habilitó la extensión entre las estaciones, de Nagoya y Nakamura Kōen, y entre Hoshigaoka y la actual terminal al este Fujigaoka. Luego sería extendida desde Nakamura Kōen hasta su actual terminal oeste Takabata y abierta al público el 21 de septiembre de 1982; funcionando de esta manera hasta hoy en día.

## Material rodante
Todos los trenes tienen su base en los depósitos de Takabata y Fujigaoka.
- Serie 5050 (desde 1992)
- Serie N1000 (desde 2008)

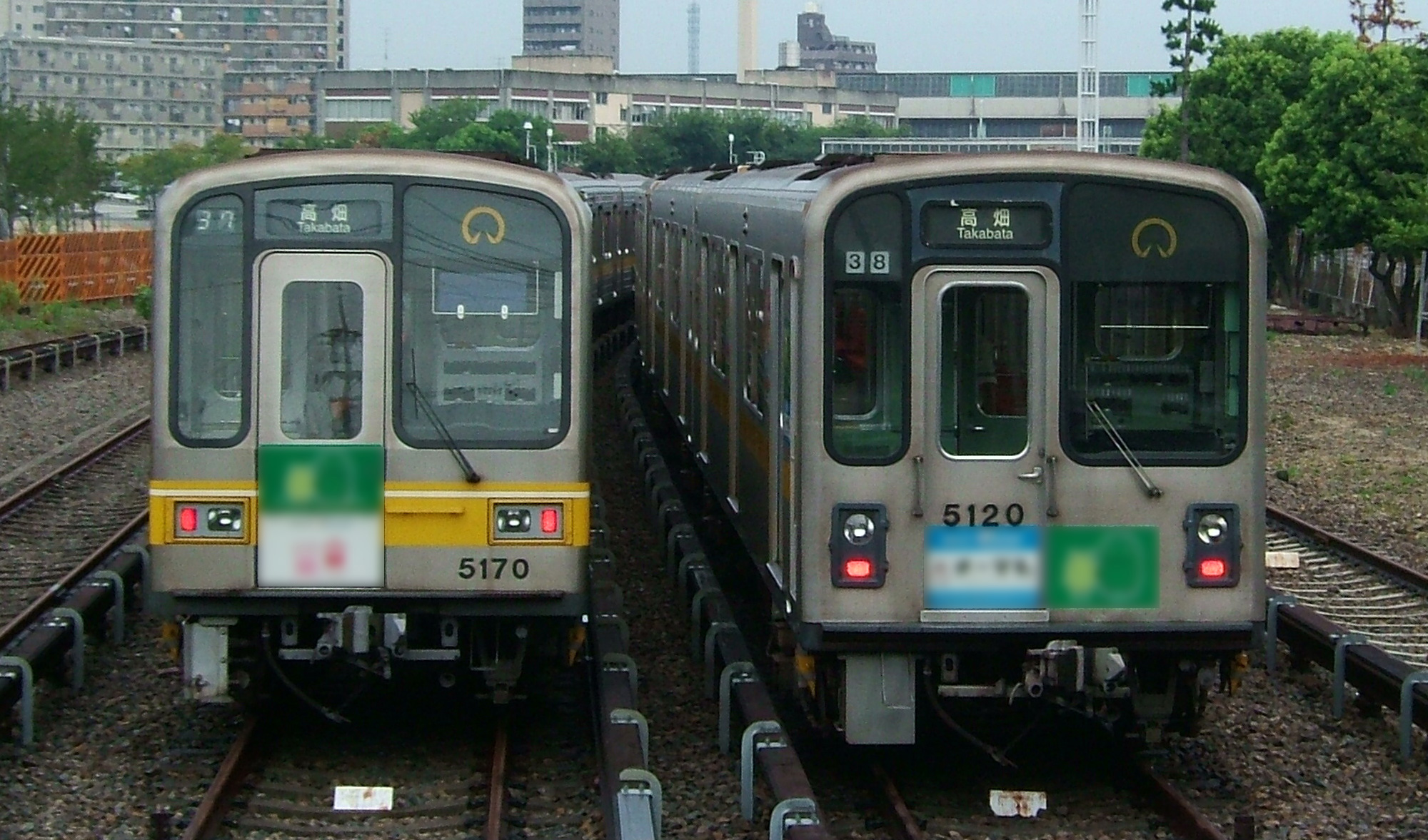
Serie 5000 (izquierda) y serie 5050 (derecha), marzo 2010
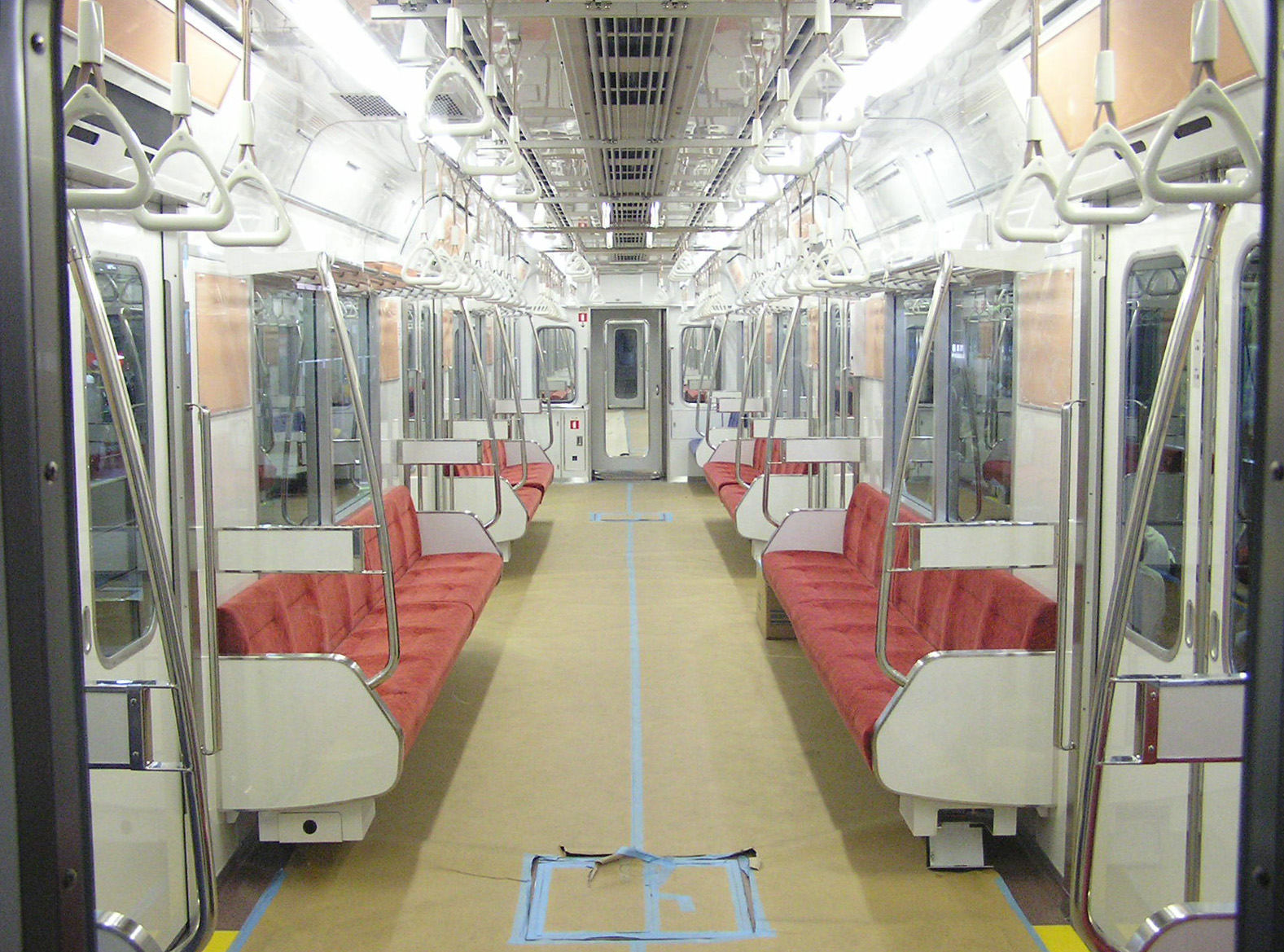
Interior de un serie N1000
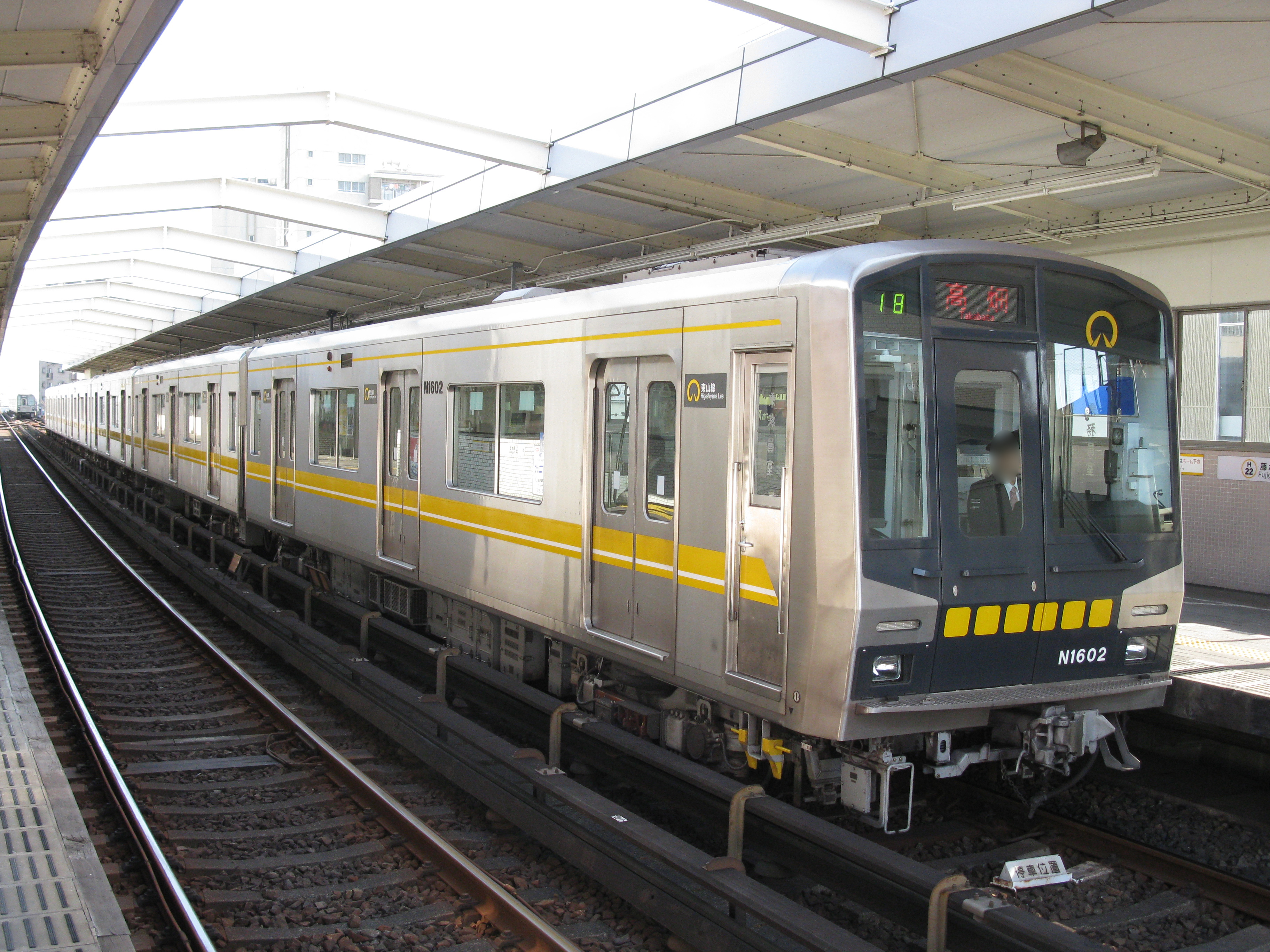
Serie N1000
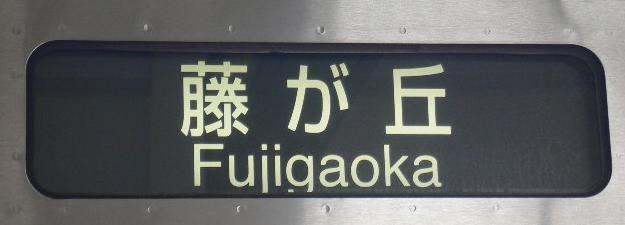
Cartel indicador de destino.

### Radiado
- Series 100/200/250/500/700 (1957-1999)
- Serie 300/800(1967-2000)
- Serie 5000 (desde 1980-2015)

Las series 250, 300 y 700 fueron vendidas a la empresa Takamatsu-Kotohira Electric Railroad, donde fueron reformados y reclasificados como Kotoden serie 600 (anteriormente series 250/700) y como Kotoden serie 700 (anteriormente serie 300).
Otra parte de las series 200 y 300 fueron vendidas en 1999 a la empresa Metrovías en Argentina, donde circularon principalmente en las líneas C y D del Subte de Buenos Aires, hasta 2019, donde fueron retirados de servicio al contar con componentes hechos de Asbesto, el cual es carcinógeno.
En tanto que 5 formaciones de la Serie 5000 fueron también vendidas a Metrovías en 2013, para operar en la Línea C en reemplazo de los ya citados trenes de las series 250-300, pero al encontrarse algunos componentes que contenían asbesto, fueron reemplazados por coches CNR SATco Citic Serie 200 provenientes de la Línea A. Al día de la fecha, los coches Serie 5000 se encuentran en revisión, mientras que los serie 250-300 fueron definitivamente apartados y algunas formaciones preservadas por asociaciones ferroviarias.
Tanto los serie 250-300 como los 5000 fueron reformados por Osaka Sharyo Kogyo para ser alimentados por Catenaria aérea de 1500v, predominante en las líneas del Subte de Buenos Aires, en lugar del Tercer riel con el que cuenta la Línea Higashiyama.

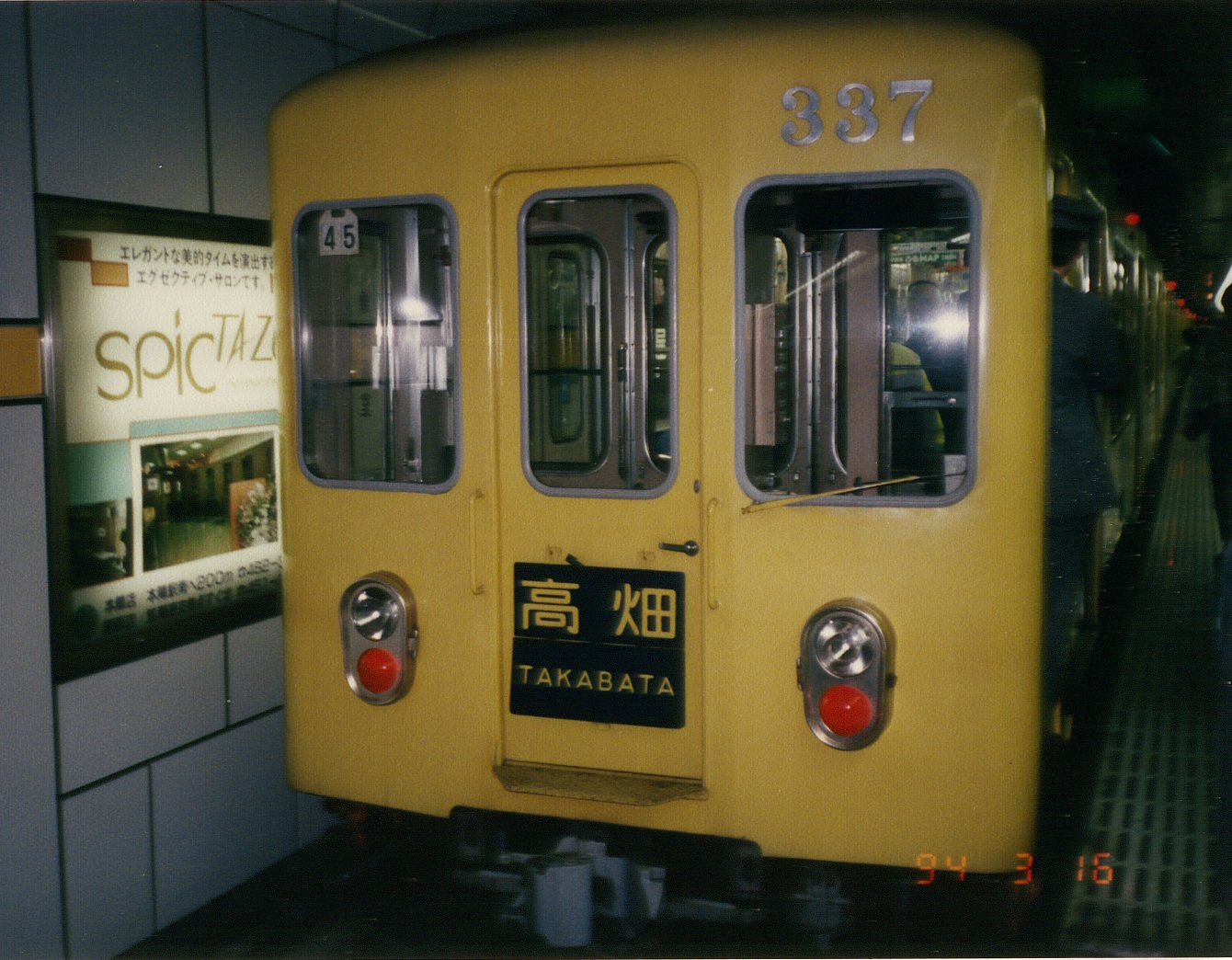
Serie 300 en la estación Takabata, marzo de 1994